# Municipio de Warren (condado de Lake)
El municipio de Warren (en inglés: Warren Township) es un municipio ubicado en el condado de Lake en el estado estadounidense de Illinois. En el año 2010 tenía una población de 64841 habitantes y una densidad poblacional de 681,05 personas por km².

## Geografía
El municipio de Warren se encuentra ubicado en las coordenadas 42°22′23″N 87°56′48″O / 42.37306, -87.94667. Según la Oficina del Censo de los Estados Unidos, el municipio tiene una superficie total de 95.21 km², de la cual 93.17 km² corresponden a tierra firme y (2.14%) 2.03 km² es agua.

## Demografía
Según el censo de 2010, había 64841 personas residiendo en el municipio de Warren. La densidad de población era de 681,05 hab./km². De los 64841 habitantes, el municipio de Warren estaba compuesto por el 70.53% blancos, el 7.83% eran afroamericanos, el 0.36% eran amerindios, el 10.83% eran asiáticos, el 0.07% eran isleños del Pacífico, el 7.17% eran de otras razas y el 3.21% pertenecían a dos o más razas. Del total de la población el 16.55% eran hispanos o latinos de cualquier raza.